# Gustavo Marcos
Gustavo Marcos Herrero (San Feliú de Llobregat, 23 de diciembre de 1972 - ) es un exjugador español de waterpolo.

## Biografía
En 2005, tras ganar el título de copa del Rey es designado MVP del torneo.

## Clubes
- Club Natació Sant Feliu ( España)
- Club Natació Barcelona ( España)
- Club Natació Sabadell ( España)
- Club Natació Atlètic Barceloneta ( España)
- Unió Esportiva Horta ( España)
- Club Esportiu Mediterrani ( España)
- Club Natació Catalunya ( España)

## Títulos
Como jugador de club
- 3 Ligas (1996, 1997 y 2001)
- 3 Copas del Rey (1996, 2001 y 2005)

Como jugador de la selección española
- Oro en el Campeonato del Mundo de Fukuoka en 2001
- Oro en los Juegos del Mediterráneo 2001[1]
- 4º en los Juegos Olímpicos en Sídney 2000
- Bronce en la Copa del Mundo Senior, Sídney 1999
- Oro en el Campeonato del Mundo de Perth en 1998
- Plata en los Goodwill Games 1998
- Bronce en los Juegos del Mediterráneo 1997
- Plata en el Campeonato del Mundo de Roma en 1994
- Bronce en el Campeonato de Europa de Shefield en 1993
- Oro en el Campeonato del Mundo junior de Long Beach en 1991